# Almira (Haendel)
Almira é uma das óperas do compositor do período barroco: Handel.